# Antoine François Brenier de Montmorand
Pour les articles homonymes, voir Brenier.
Antoine-François Brenier de Montmorand, né le 12 novembre 1767 à Saint-Marcellin (Isère), mort le 8 octobre 1832 à Saint-Marcellin (Isère), est un général français de la Révolution et de l’Empire.

## Biographie
Il entre au service en 1786, et obtient un avancement rapide dans les premières années de la révolution française. Il fait avec distinction toutes les campagnes de la République et suit, en 1807, le général Junot au Portugal, où sa valeur se signale, surtout en 1811 à la bataille d'Almeida. Sommé par les Britanniques d'abandonner cette place, dont Masséna a inutilement cherché à les éloigner, il en fait sauter les fortifications et le 10 mai 1811, à la tête de la poignée de braves qui lui restent, il s'ouvre un passage à travers l'armée britannique pour rejoindre l'armée de Masséna qui le croyait perdu. Le grade de général de division est la récompense de cette action d'éclat. 
Le 22 juillet 1812, il participe sous les ordres du maréchal Marmont à la bataille des Arapiles, dénommée Bataille de Salamanque par les vainqueurs britanniques, qui marque le début du retrait de la péninsule ibérique des armées impériales. 
Cependant, il prend une part honorable à la campagne de 1813. Nommé en 1814, commandant de la 16e division militaire, il met Lille en état de défense. Il passe ensuite au commandement de la ville de Brest, où sa conduite, pendant les Cent-Jours, lui mérite une épée d'honneur que lui vote le conseil municipal.
Inspecteur général d'infanterie de 1816 à 1818, commandant supérieur de la Corse de 1820 à 1823. Il obtient sa retraite en 1827 avant d'être élu député de l'Isère lors de la première législature de la monarchie de Juillet de juillet 1830 à mai 1831. Sa fille, Françoise, se marie le 26 octobre 1827 avec Alphonse Mayr de Baldegg. Il meurt le 8 octobre 1832.

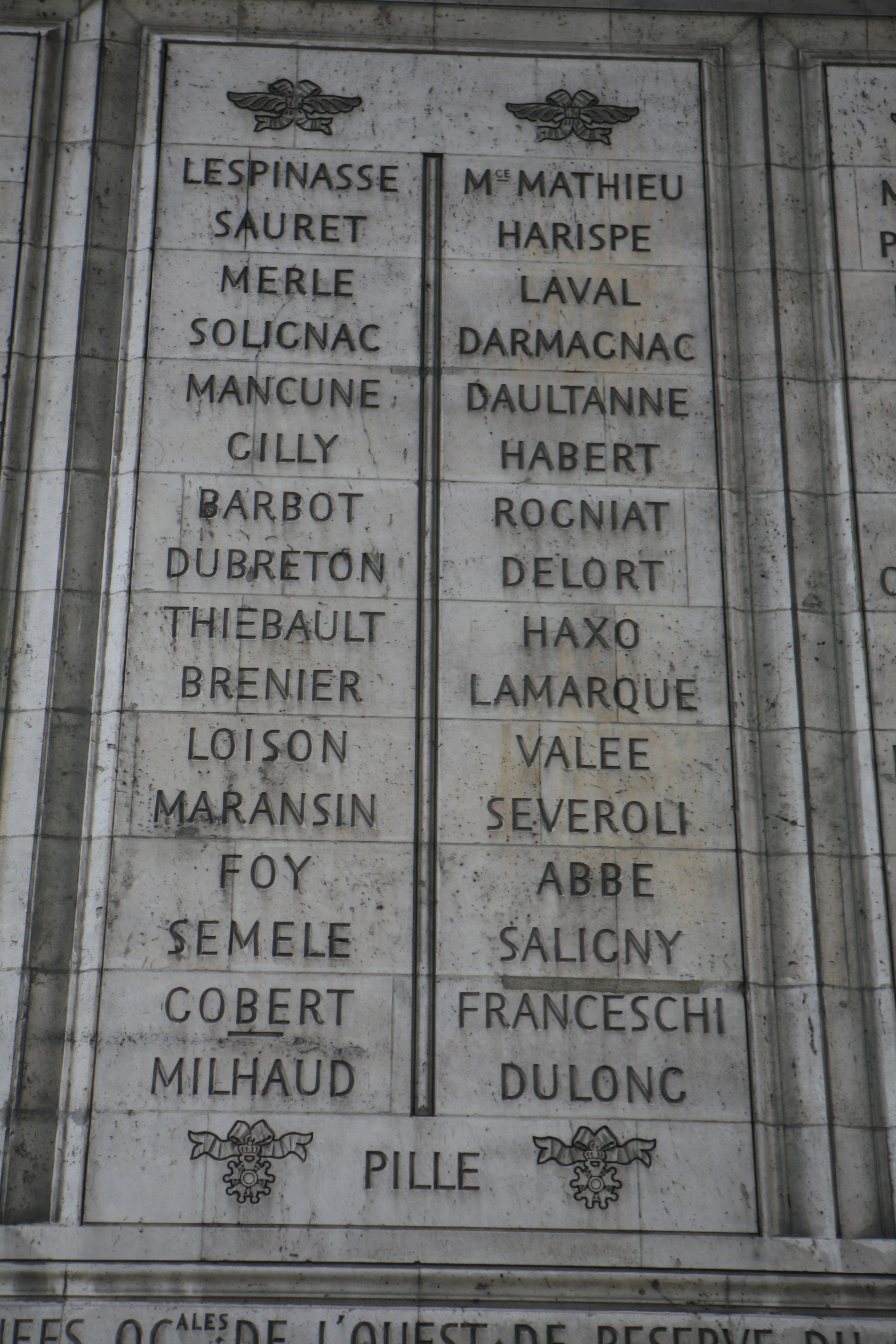
Noms gravés sous l'arc de triomphe de l'Étoile : pilier Ouest, 35e et.

## États de services
- 1er septembre 1795 : chef de brigade de la 14e demi-brigade d'infanterie de ligne
- 1er janvier 1797 : chef de brigade de la 63e demi-brigade d'infanterie de ligne
- 15 juin 1799 : général de brigade
- 26 mars 1811 : général de division

## Titres et distinctions

### Titres
- 12 février 1812 : baron de l'Empire
- 18 décembre 1813 : grand officier de la Légion d'honneur

### Distinctions
- Il fait partie des 558 officiers à avoir son nom gravé sous l'arc de triomphe de l'Étoile, côté ouest.

## Armoiries
| Figure | Blasonnement |
|        | Armes du baron Brenier de Montmorand et de l'Empire Coupé au premier parti à dextre d'azur au sautoir cousu de gueules, chargé de cinq coquilles d'argent, et cantonné de vingt étoiles du même, six en chef, six en pointe, quatre sur chaque flanc : à senestre des barons tirés de l'armée ; au deuxième d'argent à la forteresse en ruines de sable, ajourée, ouverte et enflammée de gueules adextrée d'un lion rampant de gueules, tenant de la dextre une épée du même. |

## Source
- « Cote LH/357/34 »
- « Antoine François Brenier de Montmorand », dans Charles Mullié, Biographie des célébrités militaires des armées de terre et de mer de 1789 à 1850, 1852 [détail de l’édition] ;
- « Antoine François Brenier de Montmorand », dans Adolphe Robert et Gaston Cougny, Dictionnaire des parlementaires français, Edgar Bourloton, 1889-1891 [détail de l’édition] [texte sur Sycomore] ;